# Twice
Twice (hangul: 트와이스) és un grup de K-Pop sud-coreà de l'agència JYP Entertainment. El seu nom en anglès significa "dos cops" perquè t'enamoraran través dels ulls i de les orelles.

## Història
El grup va ser format a partir d'un concurs musical anomenat 16 (SIXTEEN), que es va transmetre durant l'any 2015. Al principi s'havia pensat que només debutarien set noies, però al final Momo (que havia estat eliminada) i Tzuyu van ser afegides.

## Membres
- Nayeon (나연)
- Jeongyeon (정연)
- Momo (모모)
- Sana (사나)
- Jihyo (지효)
- Mina (미나)
- Dahyun (다현)
- Chaeyoung (채영)
- Tzuyu (쯔위)

## Àlbums
- The Story Begins (2015)
- Page 2 (2016)
- Twicecoaster: Lane 1 (2016)
- Merry & Happy (2017)
- Twicecoaster: Lane 2 (2017)
- Twicetagram (2017)
- Signal (2017)
- Summer Nights (2018)
- BDZ (2018)
- Yes or Yes (2018)
- What Is Love? (2018)
- &Twice (2019)
- Feel Special (2019)
- Fancy You (2019)
- &Twice Repackage (2020)
- More & More (2020)
- Eyes Wide Open (2020)
- Formula of Love: O+T=<3 (2021)
- Doughnut (2021)
- Twice4, the best album (2022)
- BETWEEN 1&2 (2022)
- Ready to be (2023)
- With You-th (2024)
- Strategy (2024)
- THIS IS FOR (2025)

## Fans
Els fans de Twice es diuen "Once" (원스), que significa "un cop" en anglès, també tenen una cançó dedicada al seu fandom (One in a million) que pertany a l'àlbum TWICECOASTER: Lane 1.